# گوموش‌چو (صابرآباد)
گوموش‌چو (به ترکی آذربایجانی: Gomuşçu) یک منطقه مسکونی در جمهوری آذربایجان است که در شهرستان صابرآباد واقع شده است.